# Gondole
Pour les articles homonymes, voir Gondole (homonymie).

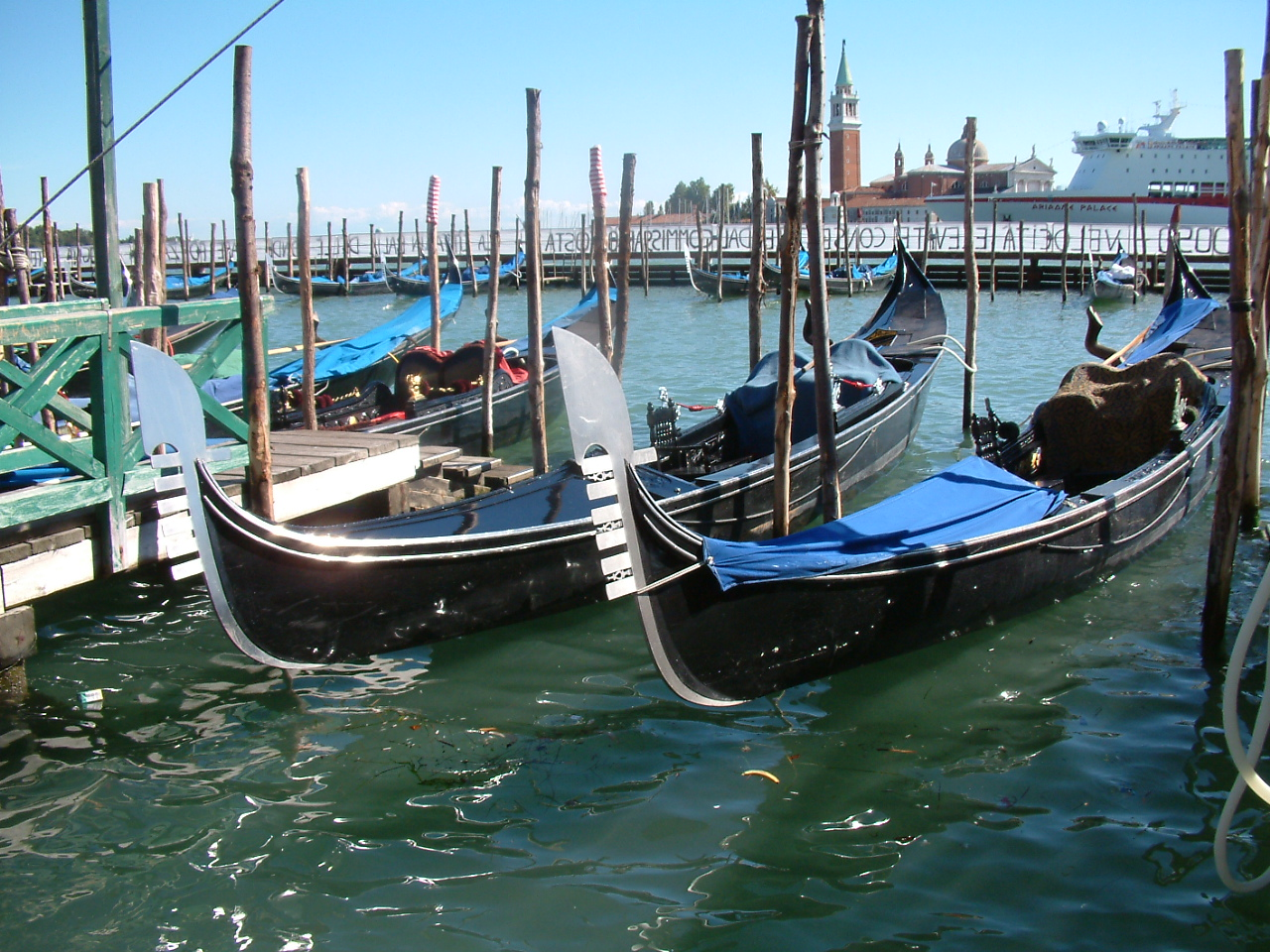
Gondoles

La gondole (de l'italien : gondola) est une barque de couleur noire à une rame utilisée dans la ville de Venise en Italie.

## Histoire
Le nom de gondole est mentionné pour la première fois dans un décret du doge Vital Faliero de Doni en 1094. Mais son aspect actuel remonte en partie au XVIe siècle. Un décret dogal de 1562[réf. nécessaire] imposa la couleur noire afin de mettre un terme à la compétition ruineuse qui opposait les riches vénitiens, ambitieux de posséder l’embarcation la plus richement décorée. La légende attribuant le choix de cette couleur à la commémoration des pestes est donc sans fondement. Avant cette réglementation, la gondole était menée par deux rameurs et ne se distinguait pas des autres embarcations vénitiennes hormis le fait qu’elle était utilisée comme moyen de transport privé de personnes. Ainsi, jusqu’au début de la Seconde Guerre mondiale, les patriciens et les riches commerçants de la ville, engageaient des gondoliers pour leur service personnel.

## Description
La gondole utilisée à Venise au début du XXIe siècle est constituée de 280 morceaux de bois de 8 essences différentes (chêne, mélèze, noyer, cerisier, tilleul, cèdre, acajou, et sapin) et de deux pièces métalliques situées à la proue et à la poupe. L’embarcation  mesure 10,8 mètres de long et 1,38 mètre de large pour un poids de 600 kilogrammes. Basse et légère pour être maniable, elle est propulsée par un seul rameur qui se tient debout à l’arrière gauche en ramant du côté droit, d’où l’asymétrie de la gondole, modification introduite au XIXe siècle. L’axe transversal est ainsi décalé vers la droite pour tenir compte du poids du gondolier tandis que le côté gauche est plus courbé afin de garder une trajectoire droite.

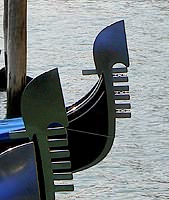
Le ferro de prua

L’unique rame est en bois indonésien et mesure 4,20 mètres. Plate, elle n’est pas fixée, ce qui permet de la dégager rapidement, et s’appuie simplement sur la forcola (it), pièce en bois généralement constituée de noyer, coupée dans un seul morceau de bois et taillée selon les mensurations du gondolier. Les morsi (mors), ces huit échancrures arrondies, sont utilisés pour ramer. Chacun est utilisé pour une manœuvre précise (marche avant, marche arrière, virage court, rotation sur place). La bougie placée à l'opposé du gondolier sert à éclairer la nuit et apporte une note de romantisme. Le cavali (« cheval »), ornement à mi-longueur de la gondole au niveau des accoudoirs, représente des figures allégoriques comme un hippocampes ou une sirène.
Il fero de prua (terme vénitien pour désigner la figure de proue de la gondole) était à l’origine utilisé pour contrebalancer le poids du gondolier. Au cours du XVIIe siècle, il acquit une symbolique précise. Les six barres horizontales parallèles symbolisent les six sestieri (« quartiers ») de Venise et la barre située en arrière l’île de la Giudecca. La courbure symbolise quant à elle le Grand Canal. La grande partie en haut du ferro représente le chapeau d'un doge (autrefois dirigeant de la ville de Venise). Enfin, l’espace vide formé par la rencontre de la figure supérieure et de la première barre représente le Pont du Rialto. Il est toujours blanc.
Les squeri (sing. squero, du grec ἐσχάριον (eschárion), chantier naval ou de squa(d)ra, outil de charpentier) construisent les gondoles tandis que les remeri fabriquent les rames et sculptent les forcola. Il faut actuellement environ un mois pour fabriquer une gondole, dont le modèle standard coûte 20 000 euros. Il y a environ 500 gondoles à Venise, or la vie moyenne d'une gondole est de 20 ans, donc pour maintenir une flotte constante, les squeri fabriquent 20 à 30 gondoles par an.

## Gondoliers

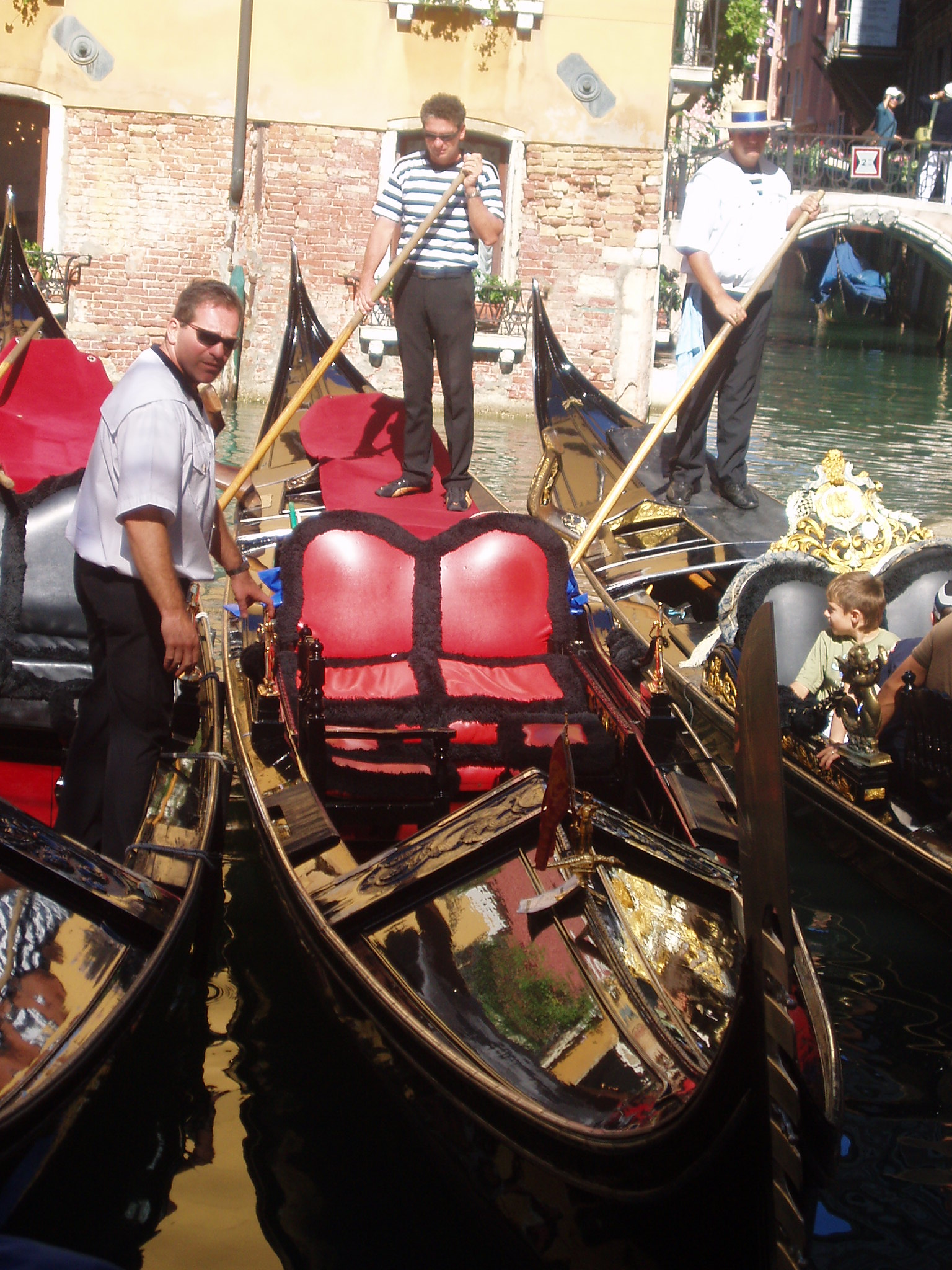
Gondoliers dans le bacino Orseolo, point d'arrêt des gondoles

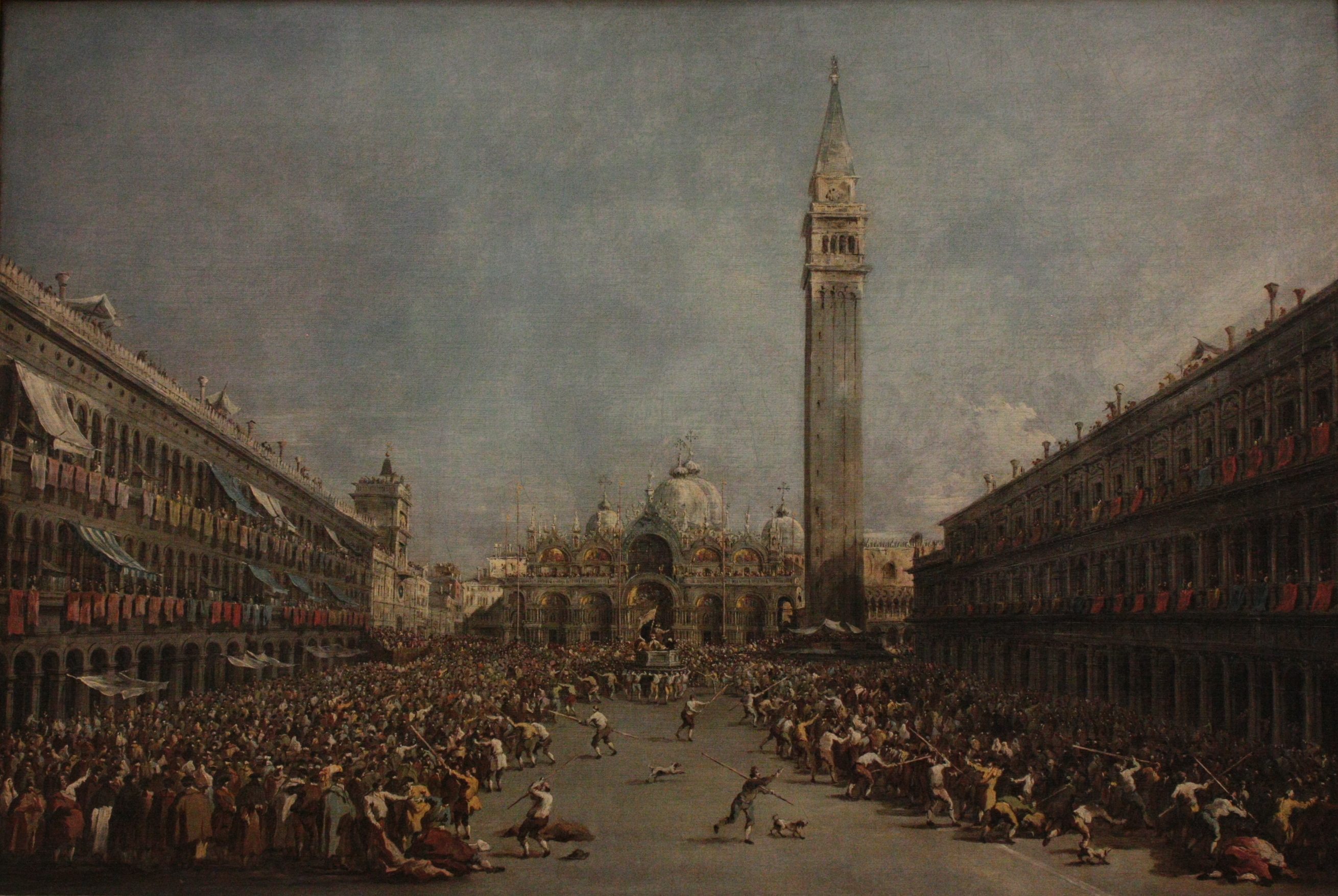
Le Doge de Venise porté par les gondoliers, après son élection sur la place Saint-Marc
par Francesco Guardi vers 1770
musée de Grenoble

Aujourd’hui la gondole n’est plus utilisée que par les touristes. Si aujourd’hui[Quand ?] 433 gondoliers ont un permis de navigation, il ne peut y en avoir plus. On a estimé à 10 000 le nombre de gondoles au XVIe siècle. Les gondoliers constituaient autrefois une caste à part, qui voulait qu'un père transmette les secrets de son savoir à l’un de ses fils.
Ce système a disparu depuis 1980 et le gondolier est désormais sélectionné sur concours ouvert à tous. À l’examen il faut non seulement prouver sa science de l’aviron, son sérieux pour l’entretien de la barque, mais également sa manière diligente et courtoise d’accueillir les touristes et de les aider à s’installer confortablement. La connaissance de langues étrangères est bien évidemment un plus.
Traditionnellement masculine, la profession ne s'est ouverte que récemment aux femmes, et difficilement. Ainsi, après avoir tenté plusieurs fois, sans succès, d'obtenir une licence publique avant sa transition, Alex Hai a déclaré que les examens discriminaient les femmes voulant devenir gondolières. Il obtient tout de même l'autorisation, en 2007, de travailler pour des hôtels — une décision juridique vivement critiquée par les gondoliers, qui ont cherché à faire appel et annoncé créer une école. En 2009, une première femme a obtenu l'autorisation de conduire une gondole, elle officie dans le quartier de Dorsoduro.
L’une des ambitions du gondolier est de participer un jour au championnat annuel : gagner le concours et appartenir à une famille qui comprend des lauréats est très important.
La plus grande course annuelle est la Regata Storica. S’entraîner pour la gagner est un souci constant car les concurrents sont très nombreux. Aligner deux ou trois succès classe le jeune rameur parmi les plus solides réputations. La course atteint cinq kilomètres, qu’il faut souvent parcourir en pleine chaleur.

## Gondolino
Le gondolino fut créé et exclusivement utilisé pour la Regata Storica. Apparu lors de la régate de 1825, il servait à élever l'esprit de compétition et à rendre la régate plus passionnante. Il est plus léger et rapide que la gondole, dont il tire sa forme. Il est long de 10,50 m, large de 1,10 m et le fond atteint 0,65 m en largeur.

## Barchéta da traghéto

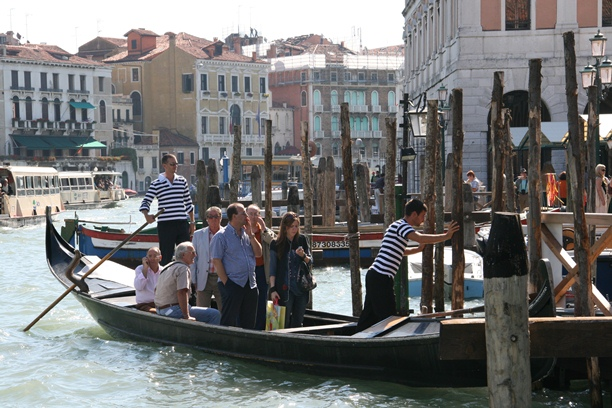
Barchéta da traghetto sur le Grand Canal

Ce bateau appartient à la famille des gondoles. Il est moins asymétrique, sans la poupe et l'arc caractéristiques remplacés par une simple lame, plus lourde et plus large que la gondole classique. Il était utilisé comme bac à l'intérieur ou vers l'extérieur de la ville vers le Lido et Mestre, en tant que bateau omnibus après 1848 pour le transport vers la gare (partant du Ponte de la Paglia), pour le transport des malades et le transport les corps au cimetière.

Actuellement, quatre lignes de bac piétons sont encore actives sur le Grand Canal de Venise : à Santa Sofia, San Samuele, San Gregorio et San Tomà.

## Représentation dans les arts
L'écrivaine française George Sand publie en 1837-1838 un roman, La Dernière Aldini, dont le personnage principal, Lélio, est un chanteur professionnel qui exerce longtemps le métier de gondolier à Venise.
En musique, le compositeur Franz Liszt compose en 1840 une pièce pour piano intitulée La Gondoliera.
Le film Le Gondolier de Broadway, une comédie musicale américaine réalisée par Lloyd Bacon en 1935, relate l'histoire d'un chauffeur de taxi qui arrive à Venise où il se fait passer pour un gondolier afin de devenir chanteur à la radio.
Dans le manga Aria, Akari, une jeune fille ayant grandi sur Terre, arrive dans la ville de Néo-Venezia, une réplique de la ville sur une planète Mars à présent recouverte en majorité d'eau. Elle y apprend et exerce le métier de gondolière.